# Hôtel-Dieu de Marseille

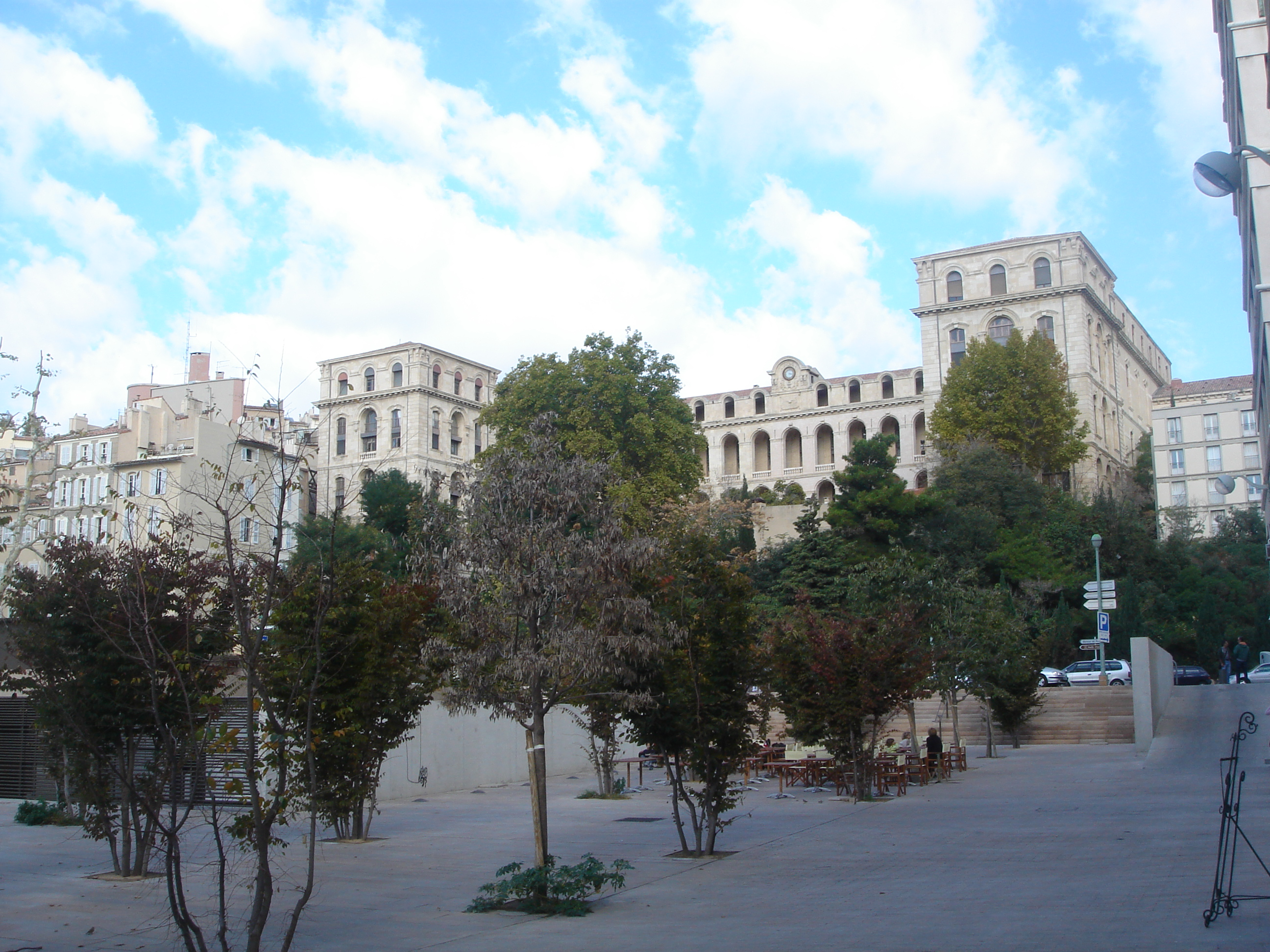
Hôtel-Dieu de Marseille

Hôtel-Dieu de Marseille is een hotel in de wijk Vieux-Port van de Franse stad Marseille. 

## Geschiedenis
Hôtel-Dieu de Marseille ontstond na het samengaan van het oorspronkelijke Saint-Esprit ziekenhuis uit de 12e eeuw en het Saint-Jacques de Galice ziekenhuis uit de 16e eeuw. Het ziekenhuis werd in 1593 gebouwd. Het huidige hoofdgebouw werd 200 jaar later door Jacques Hardouin-Mansart de Sagonne (de neef van de beroemde Franse architect Jules Hardouin-Mansart) ontworpen en gebouwd. 
In 2006 werd de functie als ziekenhuis definitief opgegeven, en werd er een luxe hotel van gemaakt.
In 1963 werd het gebouw als historisch monument erkend.